# Simeyrols
Simeyrols is een gemeente in het Franse departement Dordogne (regio Nouvelle-Aquitaine) en telt 199 inwoners (2004). De plaats maakt deel uit van het arrondissement Sarlat-la-Canéda.

## Geografie
De oppervlakte van Simeyrols bedraagt 9,3 km², de bevolkingsdichtheid is 21,4 inwoners per km².
De onderstaande kaart toont de ligging van Simeyrols met de belangrijkste infrastructuur en aangrenzende gemeenten.

## Demografie
Onderstaande figuur toont het verloop van het inwonertal (bron: INSEE-tellingen).